# Karen Margrethe Pedersen (født 1949)
 Ikke at forveksle med Karen Margrethe Pedersen (født 1944).
Karen Margrethe Pedersen (født 23. februar 1949 i Aarhus) er en dansk sprogforsker, som især har fokuseret på de sproglige forhold i grænselandet mellem Danmark og Tyskland.

## Karriere
Karen Margrethe Pedersen blev født og voksede op i Aarhus, hvor hun tog studentereksamen ved Marselisborg Gymnasium i 1967. Hun færdiggjorde en cand.mag i dansk og engelsk ved Aarhus Universitet i 1975 og arbejdede i 1977-79 som timelærer i Tønder. I 1979 blev hun adjunkt ved Tønder Statsseminarium, og mens hun havde denne stilling, var hun i 1983 og 1986 projektleder ved Institut for Grænseregionsforskning i Aabenraa. Her blev hun lektor fra 1987. Samtidig var hun i perioden 1987-1995 timelærer ved Danmarks Lærerhøjskoles Haderslev-afdeling og Pädagogische Hochschule i Flensborg. I 1997 var hun kortvarigt konstitueret formand for Sprogforeningen da daværende formand Jørgen Mågård gik af efter generalforsamlingen ikke stemte for en omdannelsen til fond. I 2000 tog hun suppleringsfag i teoretisk antropologi ved Aarhus Universitet. I 2002 blev hun dr.phil ved at forsvare afhandlingen Dansk sprog i Sydslesvig. Det danske sprogs status inden for det danske mindretal i Sydslesvig.
Fra 2006 var hun lektor på Syddansk Universitet i Sønderborg efter det havde fusioneret med Institut for Grænseregionsforskning. Hun modtog i 2007 Sprogforeningens Sprog- og Kulturpris. Hun gik på pension i 2014.